# زوامردام
زوامردام (به هلندی: Zwammerdam) روستایی در استان هلند جنوبی در کنار رودخانه اود ریجن در هلند است که در آلفن آن درین واقع شده است. در سال ۲۰۲۰، روستای زوامردام ۱۸۵۰ نفر جمعیت داشت.